# Latindia castanea
Latindia castanea är en kackerlacksart som beskrevs av Brunner von Wattenwyl 1893. Latindia castanea ingår i släktet Latindia och familjen Polyphagidae.
Artens utbredningsområde är Grenada. Inga underarter finns listade i Catalogue of Life.